# دورودخانة (أمجز)
دورودخانة (بالفارسية: دورودخانه) هي قرية تقع في إيران في قسم أمجز الريفي.